# Mokre (Mazovie)
Pour les articles homonymes, voir Mokre.
Mokre (prononciation : [ˈmɔkrɛ]) est un village polonais situé dans la gmina de Radzymin dans le powiat de Wołomin et en voïvodie de Mazovie dans le centre-est de la Pologne.
Il se situe à environ 4 kilomètres au nord de Radzymin, 11 kilomètres au nord de Wołomin (siège du powiat), et à 29 kilomètres au nord-est de Varsovie (capitale de la Pologne).
Le village possède une population d'environ 330 habitants.

## Histoire
De 1975 à 1998, le village appartenait administrativement à la voïvodie de Varsovie.